# Édouard de Monthermer
Édouard de Monthermer, né vers le 11 avril 1304 et mort vers 1339, 1er baron Monthermer, est un noble anglais.

## Biographie
Édouard de Monthermer naît aux alentours du 11 avril 1304, dans un lieu inconnu. Quatrième et dernier enfant de Raoul de Monthermer et de Jeanne d'Angleterre, il est le second fils du couple et a un frère aîné prénommé Thomas, né le 4 octobre 1301. Sa mère est l'une des nombreuses filles du roi Édouard Ier d'Angleterre et a épousé en premières noces Gilbert de Clare, 7e comte de Gloucester et 6e comte de Hertford, qui lui a déjà donné un fils et trois filles. À la mort du comte en 1295, Jeanne d'Angleterre est tombée amoureuse de Raoul de Monthermer, un écuyer aux origines obscures. Leur mariage secret en 1297 a été rapidement révélé au roi Édouard, qui est entré dans une telle colère qu'il a fait incarcérer Raoul de Monthermer à Bristol pendant plusieurs mois. Après avoir plaidé la cause de son nouveau mari, Jeanne a finalement obtenu sa libération et la reconnaissance de son mariage.

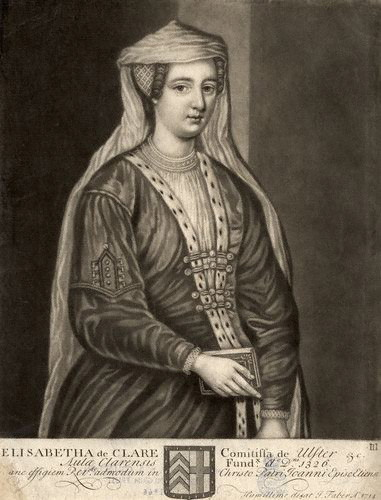
Représentation d'Élisabeth de Clare, avec laquelle Édouard reste très proche au cours de sa vie.

Édouard est âgé de seulement trois ans lorsque sa mère Jeanne meurt le 23 avril 1307. Son père Raoul perd automatiquement les titres et possessions qu'il détenait en droit de son épouse, ces derniers étant hérités par les enfants du premier lit de Jeanne. Afin de lui permettre de subvenir à ses besoins, le roi Édouard II accorde le 4 mars 1309 à son beau-frère Raoul de Monthermer le titre de baron Monthermer, puis le met en possession le 16 septembre suivant de plusieurs propriétés situées dans le Devon, le Hampshire et le Wiltshire. À la mort de son père Raoul le 5 avril 1325, le frère aîné d'Édouard, Thomas, hérite de l'ensemble de ses biens ainsi que de son titre de baron. En juillet de la même année, Thomas accorde à Édouard un revenu annuel de 20 livres de son manoir de Stokenham, situé dans le Devon. Le 3 décembre 1326, pourtant, Édouard reçoit une convocation au Parlement sous le titre de baron Monthermer, recréé en sa faveur.
Discret sous le règne de son oncle Édouard II, Édouard de Monthermer devient plus apparent à l'avènement de son successeur Édouard III. Lors du couronnement de son cousin le 1er février 1327, lui et son frère Thomas sont adoubés. Pourtant, au début de 1330, il est impliqué dans la conspiration d'Edmond de Woodstock, 1er comte de Kent, qui vise à restaurer sur le trône Édouard II, que la rumeur dit encore en vie. Le 24 mars 1330, le shérif du Hampshire reçoit l'ordre d'autoriser Édouard de Monthermer, alors incarcéré au château de Winchester, à détenir 20 pence quotidiens pour subvenir à ses besoins. Son lieu d'incarcération suggère qu'il a peut-être accompagné Edmond de Woodstock au Parlement de Winchester, où Edmond a été condamné à mort et exécuté pour trahison le 19 mars. Après l'exécution de Roger Mortimer, 1er comte de March, le roi Édouard III ordonne la libération et la restauration des biens d'Édouard de Monthermer.

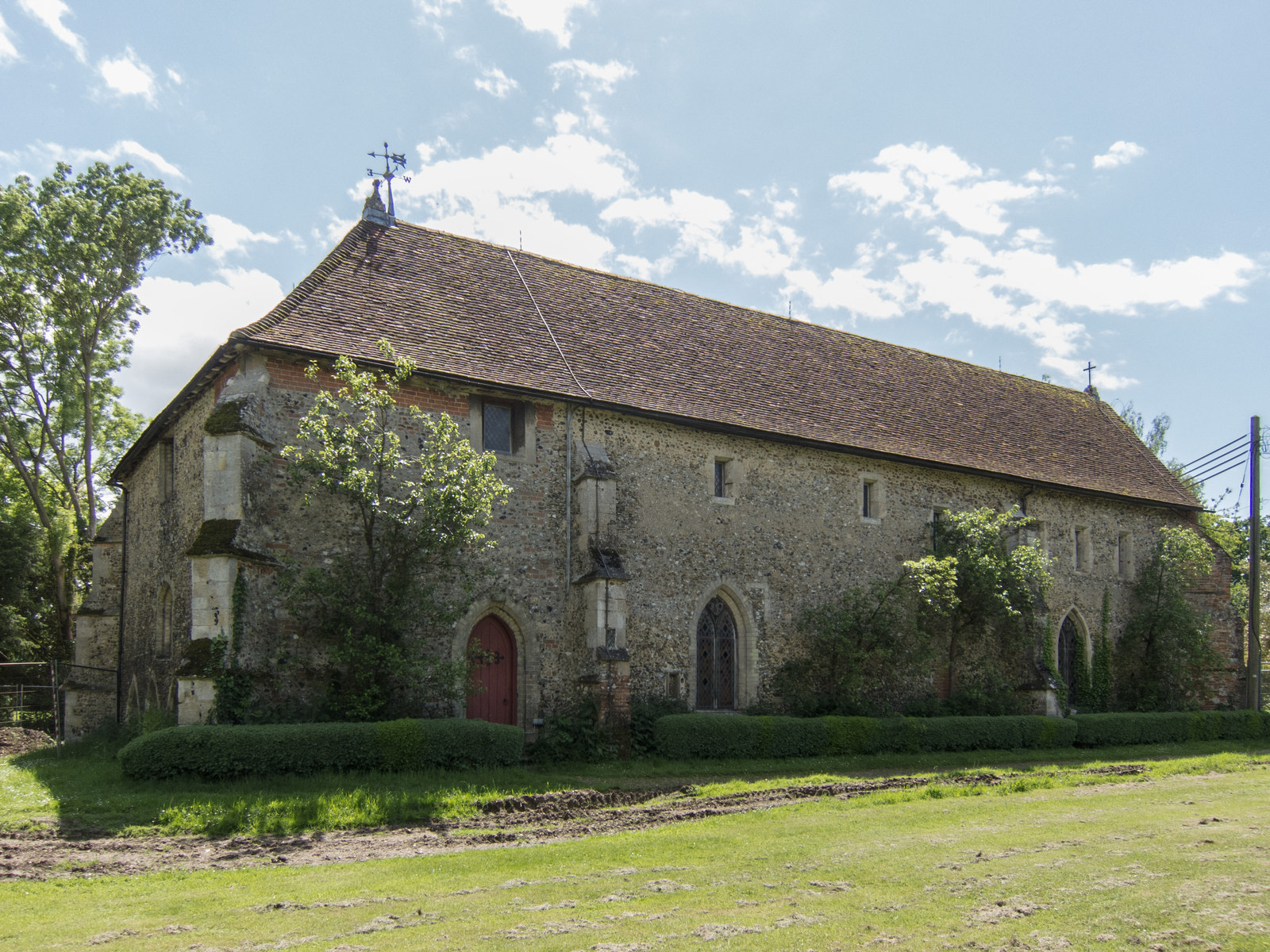
Le prieuré de Clare, où Édouard de Monthermer est inhumé à sa mort.

Édouard meurt fin 1339 ou début 1340 : selon Jennifer C. Ward, il aurait été mortellement blessé après la confrontation de Buironfosse entre les armées d'Édouard III et du roi de France Philippe VI de Valois le 20 octobre 1339. Le 3 février 1340, Édouard III ordonne que ses biens retournent à la couronne. Peu après, l'un des exécuteurs testamentaires d'Édouard, John de Holdich, demande au roi de lui rembourser les dettes qu'il devait à Monthermer et, toujours selon Ward, Monthermer « devait de l'argent à beaucoup d'hommes et cela restait impayé. Holdich a eu de gros problèmes lors de l'inhumation de Monthermer et il n'a pas été capable de faire le testament sans paiement ni cession ». Peut-être en raison de ces difficultés, sa demi-sœur Élisabeth de Clare organise ses funérailles à Clare, dans le Suffolk, où il est inhumé auprès de leur mère Jeanne. Mort sans descendant, le titre de baron d'Édouard s'éteint avec lui.